# ブレッカー・ブラザーズ
ブレッカー・ブラザーズ（Brecker Brothers）は、ランディ・ブレッカー（トランペット、フリューゲルホルン）とマイケル・ブレッカー（サックス、フルート、EWI）の兄弟を中心に結成されたクロスオーバー/ジャズ・フュージョン・バンド。グラミー賞受賞の経歴を持つ。
兄弟そろってセッション・ミュージシャンとしても活動しており、1973年に参加したトッド・ラングレンの「ハロー・イッツ・ミー」はビルボードチャート5位を記録した。フュージョン・シーン以外では、エアロスミスの『飛べ!エアロスミス』、パーラメントの『マザーシップ・コネクション』及び『ザ・クローンズ・オブ・ドクター・ファンケンシュタイン』、フランク・ザッパの『ザッパ・イン・ニューヨーク』、日本国内ではカシオペアのアルバムや、深町純のアルバムなどに参加している。
1977年にはブレッカー・ブラザーズとして初来日（深町純 with ブレッカー・ブラザーズの帯で『トライアングル・セッション』としてリリース）。1978年にはデイヴィッド・サンボーンも参加したニューヨーク・オールスターズへの参加で再来日。以後、SMAP、今田勝のアルバム等数多くのレコーディングやセッション、ライブに参加している。

## 来歴
1975年にアリスタ・レコードからデビュー・アルバム『ザ・ブレッカー・ブラザーズ』を発表し、アルバムは全米102位、シングル「Sneakin' Up Behind You」は全米58位を記録した。同アルバムに収録された「Some Skunk Funk」はランディ、マイケルそれぞれのソロ・ライブでも演奏されている。当初はデイヴィッド・サンボーンをアルトサックスに加えた3ホーン編成であったが、2枚目のアルバムを最後にサンボーンが脱退。1978年にはフランク・ザッパ・バンドで共演したテリー・ボジオをドラムに迎えたライブ・アルバム『ヘヴィ・メタル・ビ・バップ』(1曲目の「East River」のみスタジオ・レコーディング)をリリースし、シングル「East River」は全英シングルチャートで34位を記録した。
1982年に活動を停止し、それぞれがソロ活動を開始。1990年代初期に再始動し、GRPレコードより『リターン・オブ・ザ・ブレッカー・ブラザーズ』（1992年）、『アウト・オブ・ザ・ループ』（1994年）を発表。翌1995年、第37回グラミー賞において最優秀コンテンポラリー・ジャズ・パフォーマンス賞を受賞したが、また活動を停止した。
2005年にマイケルは骨髄異形成症候群（前白血病状態）を患っていることを明らかにし、ライブ等の活動を一時停止するが、同年にランディとWDRビッグ・バンドの共演アルバムにマイケルを迎える形でアルバム『サム・スカンク・ファンク』を発表。タイトル曲ほかブレッカー・ブラザーズのナンバーがビッグ・バンドのアレンジで演奏されている。
2007年にマイケルが骨髄異形性症候群から進行した白血病によって死去、実質的にこのバンドは永年停止となる。
2013年12月、ランディ・ブレッカーがテナーサックスに彼の妻アダ・ロヴァッティを迎えてブレッカー・ブラザーズ・リユニオン（The Brecker Brothers Band Reunion)名義でアルバムをリリースした。参加したメンバーもかつてブレッカー・ブラザーズのステージやレコーディングに参加した経験があるメンバーで固められている。また、その後、この名義でのライブ活動も行われた。
ブレッカー・ブラザーズに参加・演奏したメンバーには、アイアート・モレイラ、バリー・フィナティ、ボブ・マン、クリス・パーカー、デイヴィッド・サンボーン、ディーン・ブラウン、デニス・チェンバース、ドン・アライアス、ドン・グロルニック、ダグ・ライリー、ジョージ・デューク、ジョージ・ホイッティー、ハーヴィー・メイソン、ハイラム・ブロック、ジェームス・ジーナス、レニー・ホワイト、マーカス・ミラー、マイク・スターン、ニール・ジェイソン、ラルフ・マクドナルド、サミー・フィゲロア、スティーヴ・ガッド、スティーヴ・ジョーダン、スティーヴ・カーン、テリー・ボジオ、ウィル・リーがいる。

## ディスコグラフィ

### スタジオ・アルバム
- 『ザ・ブレッカー・ブラザーズ』 - The Brecker Bros. (1975年、Arista) ※旧邦題『ブレッカー・ブラザース』（1975年1月録音）
- 『バック・トゥ・バック』 - Back to Back (1976年、Arista)
- 『ドント・ストップ・ザ・ミュージック』 - Don’t Stop the Music (1977年、Arista)
- 『デタント』 - Detente (1980年、Arista)
- 『ストラップハンギン』 - Straphangin' (1981年、Arista)
- 『リターン・オブ・ザ・ブレッカー・ブラザーズ』 - Return of the Brecker Brothers (1992年、GRP)
- 『アウト・オブ・ザ・ループ』 - Out of the Loop (1994年、GRP) ※第37回グラミー賞（最優秀コンテンポラリー・ジャズ・パフォーマンス）受賞、最優秀インストゥルメンタル作曲賞受賞曲"African Skies" 所収

### ライブ・アルバム
- 『ヘヴィ・メタル・ビ・バップ』 - Heavy Metal Be-Bop (1978年、Arista) ※旧邦題『ヘビー・メタル・ビ・バップ』（1978年録音）
- The Bottom Line Archive Series (2015年、Bottom Line) ※ニューヨーク「ボトムライン」におけるライブ（1975年5月15日、1976年3月6日録音）

### コンピレーション
- 『コレクション Vol.1』 - The Brecker Bros. Collection, Vol 1 (1990年、RCA Novus) ※1975年-1981年録音
- 『コレクション Vol.2』 - The Brecker Bros. Collection, Vol 2 (1991年、RCA Novus) ※1975年-1981年録音

### サイドマン作品
- ジャック・ウィルキンズ（英語版） : 『マージュ』 - Merge (1996年、Chiaroscuro) ※1977年2月、10月録音
- ジャック・ウィルキンズ : 『リユニオン』 - Reunion (2001年、Chiaroscuro) ※2000年録音